# Kapitalizmus: Szeretem!
A Kapitalizmus: Szeretem! (Capitalism: A Love Story) 2009-ben bemutatott amerikai dokumentumfilm, melyet Michael Moore írt és rendezett.
2009 szeptemberében a 66. Velencei Nemzetközi Filmfesztiválon mutatták be.

## Rövid történet
A film középpontjában a 2007–2010-es pénzügyi válság és az arra válaszként kidolgozott amerikai gazdaságélénkítő csomag áll. Ehhez kapcsolódóan kritizálja az ország teljes gazdasági berendezkedését és általában a kapitalizmust.

## Fontosabb díjak, jelölések

### Velencei Nemzetközi Filmfesztivál(2009)
- díj: Michael Moore (Kis Arany Oroszlán)
- díj: Michael Moore (Open Prize)
- jelölés: Michael Moore (Arany Oroszlán)

## Fordítás
- Ez a szócikk részben vagy egészben a Capitalism: A Love Story című angol Wikipédia-szócikk ezen változatának fordításán alapul.  Az eredeti cikk szerkesztőit annak laptörténete sorolja fel. Ez a jelzés csupán a megfogalmazás eredetét és a szerzői jogokat jelzi, nem szolgál a cikkben szereplő információk forrásmegjelöléseként.